# Yellow Springs
Yellow Springs è un villaggio degli Stati Uniti d'America, situato nello stato dell'Ohio, nella contea di Greene. Fa parte dell'area metropolitana di Dayton

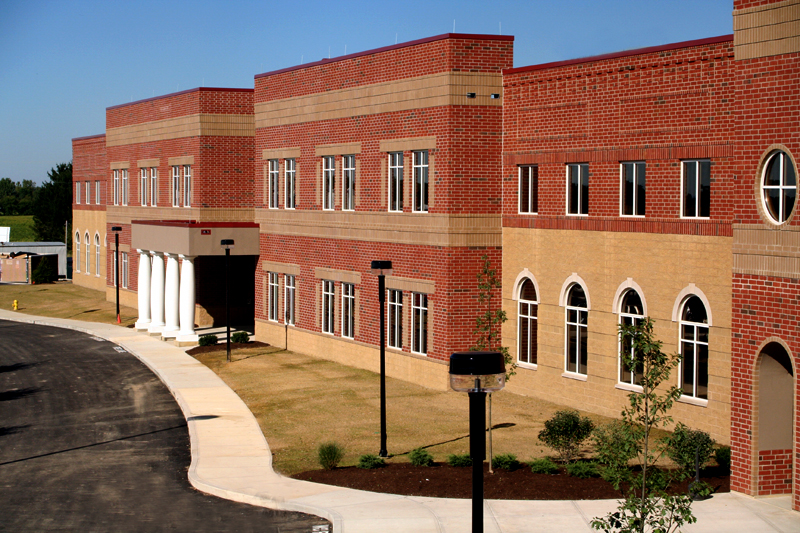
Il campus dell'Antioch College

Grazie alla presenza dell'Antioch College, fondato e diretto dall'educatore e politico progressista e abolizionista Horace Mann nel 1850, istituzione tradizionalmente di orientamento liberal e progressista, e all'attivismo di alcuni suoi allievi, fra cui i cineasti Julia Reichert e Jim Klein, il villaggio fin dalla Guerra civile si è sempre segnalato per la particolare apertura e tolleranza verso le minoranze etniche e le istanze sociali e di genere, tanto da ospitare ancora oggi la più numerosa comunità LGBT nello stato dell'Ohio, tradizionalmente conservatore, e avere promosso nel corso degli anni, anche quando ciò non era sempre ben visto, leggi locali e ordinanze che vietavano  qualsiasi tipo di discriminazione etnica o sessuale.